# Vent de sable
Vent de sable (àrab: رياح رملية, Riyāḥ ramliyya) és una pel·lícula dramàtica algeriana del 1982 dirigida per Mohamed Lakhdar-Hamina. Es va inscriure en el 35è Festival Internacional de Cinema de Canes. La pel·lícula també va ser seleccionada com l'entrada d'Algèria a la Millor Pel·lícula en Llengua Estrangera aels 55a edició dels Premis Óscar, però no va ser nominada.

## Sinopsi
Dos germans, Amara i M’Hamed, viuen amb les seves famílies a un poblet del desert del Sahara. Amara té set filles i la seva esposa està embarassada. Quan dona a llum una vuitena filla, es desferma el drama. Per ell no tenir un hereu és un deshonor, i cegat per l'ira, repudia i colpeja la seva dona. Ple de gelosia contra la seva bella cunyada Roguia, que té un fill malalt (tot i que les seves filles són sanes) i per la que sent alhora odi i atracció, planejarà una venjança alhora terrible i inútil.

## Repartiment
- Nadir Benguedih
- Himmoud Brahimi
- Hadja
- Sabrina Hannach
- Merwan Lakhdar-Hamina
- M. Mahboub
- Albert Minski
- Leila Shenna
- Sissani
- Nadia Talbi